# Moema heterostigma
Moema heterostigma es un pez de la familia de los rivulinos en el orden de los ciprinodontiformes.

## Morfología
Los machos pueden alcanzar los 7,4 cm de longitud total.

## Distribución geográfica
Se encuentran en Sudamérica: Brasil.